# Gobernador Horacio Guzmán International Airport
Gobernador Horacio Guzmán International Airport är en flygplats i Argentina. Den ligger i den norra delen av landet, 1 300 km nordväst om huvudstaden Buenos Aires. Gobernador Horacio Guzmán International Airport ligger 920 meter över havet.
Terrängen runt Gobernador Horacio Guzmán International Airport är huvudsakligen platt, men åt nordost är den kuperad. Närmaste större samhälle är Perico, 2,0 km nordväst om Gobernador Horacio Guzmán International Airport.
Omgivningarna runt Gobernador Horacio Guzmán International Airport är en mosaik av jordbruksmark och naturlig växtlighet. Runt Gobernador Horacio Guzmán International Airport är det ganska tätbefolkat, med 104 invånare per kvadratkilometer.